# Dynamenella remex
Dynamenella remex är en kräftdjursart som beskrevs av Marilyn Schotte och Brian Frederick Kensley 2005. Dynamenella remex ingår i släktet Dynamenella och familjen klotkräftor.
Artens utbredningsområde är Madagaskar. Inga underarter finns listade i Catalogue of Life.